# 7354 Ishiguro
7354 Ishiguro este un asteroid din centura principală de asteroizi.

## Descriere
7354 Ishiguro este un asteroid din centura principală de asteroizi. A fost descoperit pe 27 ianuarie 1995 la Oizumi de Takao Kobayashi. El prezintă o orbită caracterizată de o semiaxă mare de 3,16 ua, o excentricitate de 0,13 și o înclinație de 3,6° în raport cu ecliptica.